# Google Videos
Google Videos (en Hispanoamérica como Google Videos (pronunciado [biˈdéos]) y en España como Google Vídeos (pronunciado [bíˈdeos]) fue un servicio de Google que hasta enero de 2009 permitía subir clips de video a sus servidores para que cualquier persona los pudiera buscar y ver directamente desde su navegador. Inicialmente nació como competencia de YouTube, a la que terminó comprando el 10 de octubre de 2006. Finalmente, Google Video pasó a funcionar como un mero buscador de vídeos en la red, pasando a ser YouTube el único servicio de estos dos que permite la subida de vídeos.
El servicio de Google estuvo disponible hasta el 13 de mayo de 2011, a partir de ahí quedó inaccesible, sin la posibilidad de descargar los vídeos alojados en el sitio.
El 3 de julio de 2012 la compañía anuncia el cierre definitivo del servicio hasta hoy disponible para usuarios con contenido cargado en su cuenta, Google ofrecía la oportunidad de migrar el contenido de los usuarios al servicio YouTube hasta el 20 de agosto adquirido por Google en 2006.
En su sitio web describen así el servicio:

Nuestra misión es organizar la información del mundo, y eso incluye los miles de programas de televisión de cada día. Google Video permite buscar en un creciente archivo de contenido televisivo – cualquier cosa desde deportes a documentales de televisión o programas de noticias.

Su objetivo, era, además de indexar la mayor cantidad posible de video, llegar a tener todos los programas televisivos. Ofrecía dos tipos de servicios, uno orientado a los usuarios finales, que permitía a cualquiera subir archivos de video, y otro que permitía a los creadores de contenido multimedia distribuir sus creaciones pagando una pequeña tarifa.
El 9 de enero de 2006, Google puso a disposición de sus usuarios su propio reproductor de video y añadió la posibilidad de descargar los videos de su página en formato .gvi, y en formato .mp4 preparado para iPod y PSP.

## Métodos de distribución de videos

### Formato nuevo
Antes de su cierre, los videos se mostraban usando el reproductor de Google, el cual usaba el formato propietario de Google, el cual tiene restricciones digitales de derechos. Los videos ofrecidos mediante el servicio estándar estaban en formato RIFF y AVI, con los caracteres «goog» insertados tras la cabecera en lo que se conoce como FOURCC.

### Formato antiguo
Anteriormente para ver vídeos había que descargar el Google Video Viewer (Visor de video de Google), una aplicación que de acuerdo con la información ofrecida, se basa en VideoLAN 0.8.2. El programa solo funcionaba en Microsoft Windows y Google puso a disposición de todos su código fuente. Como alternativa, para ordenadores que no tenían el reproductor instalado, se usaba Adobe Flash que permite ver el video desde un navegador.
Hay un script gratuito que se llama "Embedded Player -> Link Converter" (reproductor integrado -> convertidor de enlace), que ha sido creado por un usuario para la extensión Greasemonkey del navegador Firefox, que permite al usuario de cualquier sistema operativo convertir video de Google Vídeo a la aplicación de su elección. El script puede ser descargado desde esta dirección. Es necesario tener instalada la extensión Greasemonkey para que funcione.

## Convirtiendo archivos GVI
VirtualDub, entre otros programas, es capaz de leer archivos.GVI, y permite convertirlos a cualquier formato. No obstante, hay que tener en cuenta que los archivos.GVI son en realidad archivos.avi normales, codificados usando el códec DivX versión 4 con el sonido en MP3, por lo tanto se pueden ver con un reproductor DivX sin ninguna conversión extra. También funcionan con varios reproductores de vídeo portátiles, con solo cambiar la extensión de.gvi a.avi.

## Videos integrados
Google Video proporcionaba un script que permitía integrar videos desde otros servidores, esto permite que cualquiera pueda integrar en su página web vídeos, sin tener que preocuparse por el ancho de banda.

## Programa para subir vídeos
Era necesario el programa Google Video Uploader para poder subir videos. Este programa estaba disponible para Microsoft Windows, Mac OS X y Linux y aunque se proporcionan descargas independientes, las versiones de un sistema operativo funcionaban en otro ya que el lenguaje de programación usado para dicha aplicación es Java, el cual es multiplataforma. Para que esto se cumpliera es necesario tener instalado el JRE (Java Runtime Environment) para el sistema operativo en el que queremos ejecutar el software.

## Críticas
Google Video, al igual que YouTube y otros servicios similares, era criticado primero porque rompía las leyes del derecho de autor pero también por la baja calidad de imagen de los videos ofrecidos. Como los vídeos se reproducen a través de Internet, una mayor calidad necesitaría mayor ancho de banda. Otra crítica era que el contenido no se organizaba de ninguna forma. Véase: 

## Actualidad
Aunque Google Video ya no permite subir contenido directamente aún sigue funcionando en la actualidad, pero se limita solo a ser un mero buscador de vídeos, viniendo todos los resultados desde su buscador principal (propiedad de Google) o enlazando a vídeos de YouTube.